# Shaodong
Shaodong (en chino, 邵东; pinyin, Shàodōng) es un municipio  bajo la administración directa de la Prefectura Shaoyang en la Provincia de Hunan, República Popular China.  Su área es de 1778 km² y su población total para 2010 superó el 1,33 millón de habitantes. 

## Administración
Desde octubre de 2022, el  Municipio Shaodong se divide en 25 pueblos que se administran en 3 subdistritos, 18 poblados y 4 villas.

## Toponimia
El topónimo Shaodong se compone de los sinogramas Sha (nombre propio) y Dong (oriente) con el significado "oriente de Shao(yang)". Shaodong  se formó en febrero de 1952 tomando los terrenos orientales (dong) del entonces Condado Shaoyang (邵阳县), de ahí su nombre.